# Chacalinitla
Chacalinitla är en ort i Mexiko.   Den ligger i kommunen Ayutla de los Libres och delstaten Guerrero, i den södra delen av landet, 260 km söder om huvudstaden Mexico City. Chacalinitla ligger 661 meter över havet och antalet invånare är 463.
Terrängen runt Chacalinitla är huvudsakligen kuperad, men åt nordost är den bergig. Runt Chacalinitla är det ganska tätbefolkat, med 65 invånare per kvadratkilometer. Närmaste större samhälle är Colotepec, 9,2 km söder om Chacalinitla. Omgivningarna runt Chacalinitla är en mosaik av jordbruksmark och naturlig växtlighet.